# Tipula fultonensis
Tipula fultonensis là một loài ruồi trong họ Ruồi hạc. Chúng phân bố ở miền bắc Hoa Kỳ.